# Marco Brescianini
Marco Brescianini (* 20. Januar 2000 in Calcinate)  ist ein italienischer Fußballspieler. Der Mittelfeldspieler steht bei Frosinone Calcio unter Vertrag und ist seit dem Sommer 2024 an Atalanta Bergamo ausgeliehen.

## Karriere

### Vereine
Am 16. August 2024 wechselte Brescianini auf Leihbasis mit Kaufoption und Kaufverpflichtung unter bestimmten Bedingungen zu Atalanta Bergamo. Am 1. Spieltag der Serie A 2024/25, drei Tage nach seinem Transfer und bei seinen Debüt mit dem Trikot nerazzurro erzielte er zwei Tore.

### Nationalmannschaft
In August 2024 wurde Brescianini von Nationaltrainer Luciano Spalletti für die ersten zwei Spiele der UEFA Nations League 2024/25 zum ersten Mal in die Italienische A-Nationalmannschaft berufen. Sein Debüt mit den Azzurri gab er in dem ersten Spieltag am 6. September gegen Frankreich.